# Fas - Ite, Maledicti, in Ignem Aeternum
Albums de Deathspell Omega
Kénôse
(2005) Paracletus
(2010)
Fas – Ite, Maledicti, in Ignem Aeternum (en latin, « la loi divine (est une) part de moi, vous m'avez maudit dans le feu éternel ! ») est le quatrième album studio du groupe de black metal français Deathspell Omega. L'album est sorti le 16 juillet 2007 par le label Norma Evangelium Diaboli au format digipack accompagné d'un livret de 20 pages. Il sort le 17 juillet 2007 aux États-Unis via The Ajna Offensive. Ajna a acquis la licence de la version CD pour les États-Unis, Southern Lord Records assistant pour la distribution et important une quantité importante de copie en vinyle.

## Liste des morceaux
| 1.    | Obombration                                 | 4:48  |
| 2.    | The Shrine of Mad Laughter                  | 10:37 |
| 3.    | Bread of Bitterness                         | 7:49  |
| 4.    | The Repellent Scars of Abandon and Election | 11:40 |
| 5.    | A Chore for the Lost                        | 9:15  |
| 6.    | Obombration                                 | 2:07  |
| 46:16 |                                             |       |

## Autour de l'album
L'album tire son nom d'une traduction de la Vulgate de l’épître 25:41 de Matthieu, « discedite a me maledicti in ignem æternum », généralement énoncée « ite maledicti in ignem aeternum ».
La phrase « Every human being not going to the extreme limit is the servant or the enemy of man » (« chaque être humain n'allant pas à l'extrême est le serviteur ou l'ennemi de l'homme ») dans le morceau « A Chore for the Lost » provient du livre L'Expérience intérieure de l'écrivain français Georges Bataille, une fréquente source d'inspiration pour Deathspell Omega. Par ailleurs, les premiers ou derniers vers de chaque morceaux, hormis pour Obombrations, sont tous tirés de Ma mère du même auteur.

## Musiciens
- Hasjarl - Guitare
- Khaos - Basse
- Mikko Aspa (Clandestine Blaze, Stabat Mater, etc.) - Chant
- Boban Milunovic - Mastering
- Timo Ketola - Artwork